# مارتن ماكغينيس
مارتن ماكغينيس (بالإنجليزية: Martin McGuinness)‏ (23 مايو 1950 - 21 مارس 2017) هو سياسي من المملكة المتحدة ولد في ديري.

## روابط خارجية
- مارتن ماكغينيس على موقع الموسوعة البريطانية (الإنجليزية)
- مارتن ماكغينيس على موقع مونزينجر (الألمانية)
- مارتن ماكغينيس على موقع إن إن دي بي (الإنجليزية)